# Openbank (Argentina)
Openbank fue un neobanco argentino con sede en Buenos Aires filial de Banco Santander. Estuvo enfocado en la banca minorista para particulares, siendo sus principales canales de operación la banca a través de internet y por teléfono. El neobanco fue fusionado con Santander Argentina en 2024, pero la marca aún se mantiene dentro del ecosistema de Santander en Argentina.